# Maxime des Gayets
Maxime Mourier des Gayets, né le 25 mai 1978 à Saint-Mandé (Val-de-Marne), est un homme politique français, membre du Parti socialiste.   
Proche de Dominique Strauss-Kahn et de Jean-Paul Huchon dont il dirige le cabinet de 2010 à 2013, il est notamment l'un des fondateurs du mouvement RéSo, Réformistes & Solidaires.   
Membre de la direction du Parti socialiste, il est conseiller régional d'Île-de-France depuis décembre 2015. Il a présidé la commission des finances de cette collectivité jusqu'en novembre 2019. De 2019 à 2022, il préside le groupe des élus socialistes et apparentés au conseil régional, laissant alors la place à Jonathan Kienzlen (d).. 

## Parcours politique
En 1995, Maxime des Gayets milite au Manifeste contre le Front national, organisation de jeunesse présidée par Jean-Christophe Cambadélis (PS).
Élu étudiant à l’UNEF-ID, il milite parallèlement au Mouvement des Jeunes socialistes dans lequel il anime le courant jospiniste « Pluriel » puis « Convergences Réformistes ». En 1999, il entre au bureau national de l’organisation de jeunesse du Parti socialiste, qu’il quitte en 2003 lors du Congrès de Lamoura. 
En 2001, il participe à la fondation de la Convention pour la Sixième République (C6R) d’Arnaud Montebourg avant de s’en éloigner en raison d’un désaccord sur la question européenne.
Il fonde en juillet 2004 l'association RéSo, Réformistes et Solidaires, proche des courants réformistes du PS et d'inspiration trotskyste. Président puis porte-parole de l'association, il participe à la Révolution orange en Ukraine en décembre 2004 et lance une campagne de soutien aux étudiants tunisiens dissidents du régime de Ben Ali. Dans le prolongement de cette campagne en faveur des démocrates tunisiens, il publie, en février 2011, une tribune dans Le Monde pointant l'échec de l'Union pour la Méditerranée et appelant à une mobilisation de la société civile. 
L’association RéSo sera aussi parmi les initiateurs d'un rassemblement de jeunes de gauche en faveur du Traité constitutionnel : « En route pour le OUI ».
Dans le cadre de la campagne pour l'élection présidentielle de 2007, il lance avec RéSo, les comités AntiSarko, le site antisarko.net et participe à la rédaction de plusieurs ouvrages (Sarkozy dans le texte (2006) et La gauche dans le texte: 118 idées qui font la gauche (2007)).
Particulièrement engagé sur les questions européennes, il publie en février 2012 une tribune dans Libération sur les rapports entre le Maghreb et l'Union européenne.
Responsable en 2006 des jeunes militants proches de Dominique Strauss-Kahn, il est membre des instances nationales du Parti socialiste depuis 2004 et devient Premier fédéral adjoint de la fédération PS de Paris lors du  Congrès de Reims.
Il est élu en mars 2008, conseiller du 2e arrondissement de Paris sur la liste de rassemblement des socialistes et des écologistes. Il devient adjoint au Maire du 2e arrondissement délégué à la démocratie locale, au commerce, au développement économique et correspondant de l'arrondissement pour les questions de défense.
Lors du congrès de Reims du Parti socialiste, il participe au ralliement d’une partie des strauss-kahniens (notamment ceux proches de Jean-Christophe Cambadélis) à la motion animée par Martine Aubry. En mars 2010, il prend une part active à la direction de campagne des socialistes en Île-de-France.
Lors du congrès socialiste de Toulouse en 2012, il est l'un des initiateurs d'une contribution générale intitulée Dépasser nos frontières dont la première signataire est Sarah Proust. Cette contribution est signée par trois cents militants d’une cinquantaine de départements et de près d’une dizaine de pays d’Europe.
Lors des élections municipales de mars 2014, il figure sur la liste d'Anne Hidalgo, en deuxième position dans le 2e arrondissement de Paris. Il est de nouveau élu au conseil d'arrondissement, le 30 mars 2014, sur la liste de rassemblement de la gauche et des écologistes, et prend en charge les délégations démocratie locale et budget. Il s'exprime rapidement en faveur d'une réforme du statut de Paris, incluant la fusion des arrondissements du centre.  
Lors des élections régionales de décembre 2015 en Ile-de-France, Maxime des Gayets intègre l'équipe de campagne de Claude Bartolone, et figure en bonne position sur la liste socialiste pour Paris. Il est élu conseiller régional en décembre 2015, et siège au groupe socialiste et apparentés dont la présidence fait alors l'objet d'une confrontation. À ce titre, Il siège au titre de la région Ile-de-France au sein du conseil d'administration du GIP Paris 2024.
Après avoir été conseiller spécial de François Lamy, ministre délégué chargé de la Ville, puis conseiller sur le « Grand Paris » de Sylvia Pinel, ministre du Logement et de l'Égalité des Territoires, il a été directeur de cabinet du premier secrétaire du Parti socialiste, Jean-Christophe Cambadélis de 2015 à l'été 2017.
En 2017, la victoire du parti d'Emmanuel Macron aux élections législatives met à jour les désaccords stratégiques entre les principaux animateurs de la sensibilité « Dépasser nos frontières ». Une partie d'entre eux, comme Maxime des Gayets, restant au Parti socialiste, une autre ayant fait le choix de soutenir le parti La République en marche.
En novembre 2017, il est élu président de la commission des finances du conseil régional d'Île-de-France, poste traditionnellement attribué à un élu de l'opposition. Il succède à Marie-Pierre de La Gontrie.
Lors du Congrès d'Aubervilliers organisé par le Parti socialiste, Maxime des Gayets fait partie des soutiens d'Olivier Faure. Il est à l'origine d'un appel de soutien en sa faveur, relayé par Libération. Il intègre quelques mois plus tard l'équipe nationale, au titre de secrétaire national aux universités du Parti puis comme secrétaire national aux grandes transitions.  
Dès 2018, il prend position contre la privatisation du groupe Aéroport de Paris et participe à l'initiative pour un référendum d'initiative partagée. 
Membre des instances nationales du Parti socialiste, Maxime des Gayets a été nommé secrétaire national aux Universités en octobre 2018 puis, en octobre 2019, secrétaire national aux grandes transitions. 
En novembre 2019, il est élu à l'unanimité à la présidence du principal groupe d'opposition au Conseil régional, Ensemble, l'Ile-de-France, à la suite de la conseillère régionale des Hauts-de-Seine, Nadège Azzaz. Il abandonne - dans le même temps - ses fonctions de Président de la Commission des Finances de l'institution.  
En janvier 2020, il s'oppose , avec d'autres élus, à la diffusion d'une campagne publicitaire de l'association pro-vie Alliance Vita dans les rues et les gares parisiennes. Les affiches mises en cause seront retirées dans les 24h par la société d'affichage.
En décembre 2020, lors du congrès du Parti socialiste de Villeurbanne, Maxime des Gayets dépose une contribution remarquée sur le pouvoir d'Amazon et des Gafam. Il réitère ses positions par de nombreuses prises de parole publique contre les géants du numérique, notamment dans le cadre des Assises de l'attention.
Lors des élections régionales de 2021, il est en deuxième position de la liste menée par Audrey Pulvar. Réélu, il préside le groupe d'opposition de gauche à la Région Ile-de-France jusqu'à l'été 2022, période à laquelle il souhaite retrouver une "liberté de parole". Dès le début de ce mandat, il prend l'initiative de la constitution d'une commission d'enquête sur les surcoûts du projet Eole. 
Lors des élections législatives de 2022, Maxime des Gayets participe aux négociations aboutissant à la coalition de la NUPES et est confirmé au sein de la direction du Parti socialiste. Son rôle de négociateur, s'appuyant sur ses relations avec l'ensemble des dirigeants des composantes de gauche, est notamment évoqué dans le livre Voyage au bout de la gauche du journaliste du Monde Laurent Telo.   
En septembre 2022, il est à l'origine d'une tribune publiée par Le Monde dénonçant la coupe du monde au Qatar « Aimons le football, mais pas à n’importe quel prix » et cosignée avec l'eurodéputée Aurore Lalucq et Richard Bouigue.  
Lors du Congrès socialiste de Marseille, Maxime des Gayets est mandataire du courant d'Olivier Faure à la fédération de Paris. Le texte d'orientation "Gagner" parvient à recueillir près de 40% des voix, provoquant la mise en minorité des partisans d'Anne Hidalgo et de Nicolas Mayer-Rossignol à Paris. Lors de ce même congrès, il est l'origine d'une contribution thématique, cosignée par plusieurs responsables nationaux, proposant trois ruptures pour une nouvelle doctrine socialiste fustigeant la société de marché et promouvant en France les travaux de l'intellectuel américain Michael Sandel. Il est désigné secrétaire national chargé de la veille et de la prospective, et élu membre du Bureau national au titre du Texte d'orientation "Gagner" d'Olivier Faure.   
Lors des élections sénatoriales 2023, Maxime des Gayets figure sur la liste "Rassemblement de la gauche et des écologistes" menée par Rémi Féraud. Sa place sur la liste fait l'objet d'une lourde confrontation entre Anne Hidalgo et les partisans d'Olivier Faure. La Maire de Paris bataille pour qu'il ne soit pas en position éligible, souhaitant sanctionner son opposition interne à la fédération de Paris. Rétrogradé en neuvième position, il ne rentre pas au Sénat.

## Parcours professionnel
Diplômé en droit et science politique à l’université Paris 1 Panthéon-Sorbonne, Maxime des Gayets rejoint le conseil régional d'Île-de-France en 2002.
Conseiller technique chargé du logement puis conseiller spécial du président de région, il devient en avril 2010, directeur de cabinet de Jean-Paul Huchon. À 32 ans, il est le plus jeune directeur de cabinet des régions dirigées par la gauche. 
En octobre 2013, Maxime des Gayets rejoint le cabinet de François Lamy, ministre délégué chargé de la Ville, comme conseiller spécial.
En avril 2014, Maxime des Gayets est appelé au cabinet de Sylvia Pinel, ministre du Logement et de l'Égalité des Territoires, comme conseiller Grand Paris. 
En mai 2014, il devient directeur de cabinet adjoint de Jean-Christophe Cambadélis, premier secrétaire du Parti socialiste, puis en juin 2015, directeur de cabinet. Il est perçu comme l'un de ses plus proches collaborateurs.
Le 29 juin 2017, la Lettre A indique que Maxime des Gayets quitte ses fonctions au sein du Parti socialiste, information confirmée le 8 août 2017 par le site Mediapart.
Expert-associé à la fondation Jean-Jaurès, il publie plusieurs notes relatives au devenir du Grand Paris, aux évolutions institutionnelles ou aux enjeux de la révolution numérique. Sur cette question, il publie en juin 2018 un essai La Grande dépossession. Pour une éthique numérique européenne appelant à une prise de conscience des mécaniques de dépossession des nouvelles technologies.
Il fonde, en 2019, la société Imono Conseil, spécialisée sur les enjeux de résilience des organisations. 